# Kostroma (řeka)
Kostroma (rusky Кострома) je řeka v Kostromské a částečně na její hranici s Jaroslavskou oblastí v Rusku. Je dlouhá 354 km. Povodí řeky je 16 000 km².

## Průběh toku
Pramení na Galičské vysočině. Teče bažinatou nížinou, přičemž vytváří velké zákruty. Po vybudování Gorkovské přehrady (na Volze) zůstal dolní tok řeky pod její hladinou a vytvořil rozsáhlý Kostromský záliv. Řeka je levým přítokem Volhy. Z důvodu ochrany zemědělské půdy před záplavami byly podél břehů na dolním toku postaveny hráze.

## Vodní režim
Zdrojem vody jsou převážně sněhové srážky. Průměrný průtok vody ve vzdálenosti 124 km od ústí u města Buj činí 71 m³/s a maximální dosahuje 1620 m³/s. Zamrzá v listopadu a rozmrzá v dubnu až na začátku května.

## Využití
Řeka je splavná. Vodní doprava je možná do města Buj. Na řece leží město Soligalič.